# Rock Star
Rock Star är en amerikansk film från 2001 med Mark Wahlberg (som Chris Cole) och Jennifer Aniston (som Emily Poule) i huvudrollerna. Filmen regisserades av Stephen Herek. Den filmades nästan helt i och utanför Los Angeles, fast den utspelas i Pittsburgh.
Filmen avbildar livet för ett heavy metal-band under 1980-talet. Där finns kändisskapet, drogerna, rocken och groupies. Bandet i filmen, Steel Dragon är fiktivt. 
Filmen inspirerades av Tim "Ripper" Owens livshistoria. Owens var sångare i ett tributeband till Judas Priest, och fick senare ersätta Rob Halford i just Judas Priest. Från början var filmens namn tänkt att vara Metal God, ett epitet som Rob Halford tillägnats av fans och press. 
Filmen är George Clooneys debut som exekutiv producent. Clooney var Mark Wahlbergs medspelare i filmerna Three Kings och Den perfekta stormen.
Bandmedlemmarna porträtteras av f.d.-Dokken basisten Jeff Pilson, gitarristen från Black Label Society och Ozzy Osbourne, Zakk Wylde. (Wyldes rytmgitarrist Nick Catanese spelar ledgitarristen i Chris tributeband Blood Pollution), skådespelaren och gitarristen Dominic West, och Foreigners trummis Jason Bonham (som är son till Led Zeppelins trummis, John Bonham. Mark Wahlbergs sångröst görs av den förre Steelheart-frontmannen Miljenko Matijevic.
Bandet Blood Pollution består också av kända musiker, inklusive den tidigare nämnda gitarristen Nick Catanese (Black Label Society), trummisen Blas Elias (Slaughter) och basisten Brian Vander Ark, (The Verve Pipe, som också bidrog till filmens soundrack). Den enda medlemmen i något av de två banden som inte är en etablerad musiker är Blood Pollutions gitarrist Timothy Olyphant, som istället är skådespelare, känd som skurken i filmen Die Hard 4.0.

## Handling
Filmen kretsar kring Chris 'Izzy' Cole (Wahlberg) och ett Heavy metal-band vid namn Steel Dragon. Izzy lagar kopieringsmaskiner om dagarna, och sjunger i ett tributeband till Steel Dragon, vid namn "Blood Pollution" på kvällarna.
Inbördes strider mellan medlemmarna i Steel Dragon kulminerar i avskedandet av sångaren, och de börjar leta efter en ersättare, och ungefär samtidigt får Izzy sparken från Blood Pollution. Izzy får provspela för Steel Dragon (tack vare ett par groupies till Blood Pollution som hade spelat in en av deras konserter), och han blir deras nya sångare.
Nu måste Izzy möta pressen i sin nyfunna berömmelse och framgång, som kolliderar med hans liv med både bra och dåliga utkomster, speciellt hans relation med den stöttande flickvännen (Aniston). Bandets kloke manager Mats (Timothy Spall) blir en sympatisk mentor för Izzy.

## Rollsättning
- Mark Wahlberg ...  Chris 'Izzy' Cole
- Jennifer Aniston...  Emily Poule
- Jason Flemyng ...  Bobby Beers, sångare i Steel Dragon
- Dominic West ...  Kirk Cuddy, gitarrist i Steel Dragon
- Jason Bonham...  A.C., trummis i Steel Dragon
- Jeff Pilson ...  Jorgen, basist i Steel Dragon
- Zakk Wylde ...  Ghode, gitarrist i Steel Dragon
- Timothy Spall...  Mats, Road manager för Steel Dragon
- Timothy Olyphant ...  Rob Malcolm, gitarrist i Blood Pollution
- Blas Elias ...  Donny Johnson, trummis i Blood Pollution
- Nick Catanese ...  Xander Cummins, gitarrist i Blood Pollution
- Brian Vander Ark...  Ricki Bell, basist i Blood Pollution
- Dagmara Dominczyk ...  Tania Asher, Public Relations för Steel Dragon
- Matthew Glave ...  Joe Cole
- T.R. Miller ... Tim Sin
- Myles Kennedy ... Thor
- Michael Shamus Wiles ...  Mr. Cole

## Soundtrack
I filmen ingår en massa låtar från Steel Dragon och artister och grupper som Kiss, Bon Jovi, Ted Nugent, AC/DC, Mötley Crüe, Dio och Talking Heads. En del andra artister som Dokken, Slaughter, Zakk Wylde med flera finns med i biroller.
Tre låtar som förekommer i filmen men inte på CD-soundtracket är "Are You Ready" med AC/DC, "Let's Get Rocked" med Def Leppard och en cover av David Lee Roths version av The Beach Boys "California Girls".

### Soundtrackets låtlista
1. Everclear - "Rock Star" — 3:30
2. Steel Dragon - "Livin' the Life" — 3:14
3. Mötley Crüe - "Wild Side"* — 4:34
4. Steel Dragon - "We All Die Young" — 4:01
5. Steel Dragon - "Blood Pollution" — 3:59
6. Bon Jovi - "Livin' on a Prayer" — 4:08
7. Steel Dragon - "Stand Up" — 4:18
8. Ted Nugent - "Stranglehold" — 8:23
9. Steel Dragon - "Wasted Generation" — 2:54
10. KISS - "Lick It Up" — 3:56
11. Steel Dragon - "Long Live Rock 'n' Roll" (Rainbow cover) — 3:27
12. INXS - "Devil Inside" — 5:13
13. The Verve Pipe - "Colorful" — 4:25
14. Trevor Rabin - "Gotta Have It" — 2:57